# Dreifaltigkeitskloster Laupheim
Dreifaltigkeitskloster Laupheim war ein Kloster der Steyler Missionsschwestern in Laupheim.

## Entstehung
Das Dreifaltigkeitskloster Laupheim wurde 1966 ins Leben gerufen und war damit ein noch relativ junges Kloster. Es verfügte über moderne Gebäude sowie eine sehr modern gestaltete Klosterkirche. Seit 2024 leben 70 Schwestern in einem auf dem Klostergelände errichteten Pflegeheim. Das Dreifaltigkeitskloster wurde aufgegeben, wobei die Kapelle und der Kreuzgang erhalten blieben und sich in den Neubau integrieren. Unter den 70 Schwestern sind auch Schwestern aus dem zum 31. März 2024 aufgelösten Heilig-Geist-Kloster in Wickede-Wimbern.

## Aufgaben
Die Schwestern gehören zum aktiven Zweig des Steyler Missionswerkes und sind sozial-karitativ tätig. So arbeiten sie etwa in der Krankenpflege und AIDS-Vorsorge, sie übernehmen Erziehungstätigkeiten in Schulen und Kindergärten, Seelsorge in Kirchengemeinden und Gesundheitseinrichtungen, Arbeit mit Randgruppen und Medienarbeit auf internationaler Ebene. Das alte Kloster diente schwerpunktmäßig als Altersruhesitz für ursprünglich 57 Schwestern und verfügte über eine Schwesternpflegestation. Darüber hinaus steht das Haus offen für Einzelne und Gruppen. Die Schwestern bieten Frauen geistliche Begleitung sowie die Möglichkeit, das Klosterleben in einer Ruach-Gruppe kennenzulernen („Kloster auf Zeit“). Außerdem werden verschiedene Kurse zur Vertiefung des geistlichen Lebens angeboten, etwa Besinnungstage, Exerzitien oder eine Einführung in das kontemplative Gebet.